# كليف مونتجومري
كليف مونتجومري (بالإنجليزية: Cliff Montgomery)‏ هو لاعب كرة قدم أمريكية أمريكي، ولد في 17 سبتمبر 1910، وتوفي في 21 أبريل 2005.